# 星叶属
星葉屬（學名：Asterophyllites），又名星葉木賊屬，是蘆木科下已滅絕的一個屬，為一類生長在沼澤地區的巨大樹狀蕨類。生存於晚石炭紀至二疊紀，其化石分布於全世界。

## 特徵
星葉木賊為高大的樹狀蕨類。莖呈肋狀支撐，並從外部類似木質部的組織獲得撐力（如同竹子），以保護海綿狀的樹幹內部。枝條從莖的輪狀節處發出，孢子生成於位於某些莖部頂端之孢子囊穗（類似毬果的結構，由毬果葉及呈輪狀的孢囊緊密聚合而成）裡的孢囊梗內。葉呈劍形，有單獨的中間葉脈，生長在枝條的輪狀節上，使成年的星葉木賊擁有濃密的、類似針葉樹的外觀。它們能利用地下長匐莖進行無性生殖。

## 物種[1]
- Asterophyllites charaeformis Goeppert, 1844